# سرپرستی موقت

کودکان برنامهٔ مهاجرت کودکان بریتانیا – خیلی از آنان تحت سرپرستی موقت در استرالیا قرار گرفتند

سرپرستی موقت سیستمی‌ست که در آن یک خردسال تحت مراقبت قرار بگیرد یا زندگی‌اش را در یک خانهٔ گروهی (انجمن مراقبت از کودکان مسکونی، مرکز درمان‌گری و…) یا خانهٔ شخصی یک سرپرست دارای گواهی‌نامهٔ دولتی و یک عضو خانواده تأییدشده توسط دولت بگذراند، که فرد انجام‌دهندهٔ دومی «والد موقت» خوانده می‌شود. گذاشتن یک کودک در این وضعیت معمولاً از طریق دولت یا یک آژانس خدمات اجتماعی انجام می‌شود. به مؤسسه، خانهٔ گروهی یا والد موقت برای خرجی که کرده‌است پاداش داده می‌شود مگر این‌که کودک با یکی از اعضای خانواده‌اش باشد. در برخی حکومت‌ها، به سرپرستان خویشاوند کودکانی که مورد سرپرستی دولت هستند کمک‌هزینهٔ مالی داده می‌شود.
حکومت، از طریق دادگاه خانواده و آژانس خدمات مراقبت از کودک، جای یک والد را برای خردسال پر می‌کند و تمام تصمیمات قانونی را در حالی که والد موقت مسئول سرپرستی روزانه خردسال است می‌گیرد.
محققان و فعالان دربارهٔ کارآمدی خدمات سرپرستی موقت ارائه‌شده توسط سازمان‌های مردم‌نهاد نگران هستند.